# كيني غرير
كيني غرير (بالإنجليزية: Kenny Greer)‏ هو لاعب كرة قاعدة أمريكي، ولد في 12 مايو 1967 في بوسطن في الولايات المتحدة.

## وصلات خارجية
- كيني غرير على موقعبيزبول رفرنس.كوم (الدوري الرئيسي) (الإنجليزية)